# Eropeplus canus
Eropeplus canus є видом пацюків з Індонезії.

## Поширення й екологія
Цей вид є ендеміком центрального Сулавесі, Індонезія, де він відомий лише в кількох гірських місцевостях. Було зафіксовано між 1800 і 2300 метрів. Цей вид був зафіксований в утвореннях гірських тропічних лісів. Його збирали лише у відносно непорушеному лісі. Зазвичай вважається наземним видом і листоїдним.

## Загрози
Для цього виду немає серйозних загроз, хоча на півдні ареалу виду спостерігається деяка вирубка лісів відповідного середовища проживання. Вид було зафіксовано в національному парку Лоре Лінду.